# Raphael Wolf
 Raphael Wolf (Múnich, Alemania, 6 de junio de 1988) es un futbolista alemán. Juega como portero y su actual club es el Fortuna Düsseldorf de la 2. Bundesliga alemana.

## Clubes
| Club               | País     | Año           |
| ------------------ | -------- | ------------- |
| Hamburger SV II    | Alemania | 2007-2009     |
| Kapfenberger SV    | Austria  | 2009-2012     |
| Werder Bremen      | Alemania | 2012-2016     |
| Fortuna Düsseldorf | Alemania | 2017-presente |

## Palmarés

### Campeonatos nacionales
| Título        | Club               | País     | Año     |
| ------------- | ------------------ | -------- | ------- |
| 2. Bundesliga | Fortuna Düsseldorf | Alemania | 2017-18 |